# King’s Tamerton
King’s Tamerton – dzielnica miasta Plymouth, w Anglii, w Devon, w dystrykcie (unitary authority) Plymouth. King's Tamerton jest wspomniana w Domesday Book (1086) jako Tanbretone/Tanbretona.